# Dagobert Dang
Dagobert Dang (ur. 6 lutego 1958 w Jaunde) – kameruński piłkarz grający na pozycji napastnika. W swojej karierze grał w reprezentacji Kamerunu.

## Kariera klubowa
W swojej karierze Dang grał w klubie Canon Jaunde. Trzykrotnie został z nim mistrzem Kamerunu w sezonach 1984/1985, 1985/1986 i 1991. W sezonach 1985/1986 zdobył z nim Puchar Kamerunu.

## Kariera reprezentacyjna
W reprezentacji Kamerunu Dang zadebiutował w 1984 roku. W tym samym roku był w kadrze Kamerunu na Puchar Narodów Afryki 1984. Zagrał na nim w dwóch meczach: grupowych z Egiptem (0:0) i z Togo (4:1). Z Kamerunem został mistrzem Afryki. W 1984 roku wziął również udział w Igrzyskach Olimpijskich w Los Angeles.
W 1986 roku Dang został powołany do kadry na Puchar Narodów Afryki 1986. Na tym turnieju rozegrał dwa spotkania: grupowe z Marokiem (1:1) i półfinałowe z Wybrzeżem Kości Słoniowej (1:0). Z Kamerunem wywalczył wicemistrzostwo Afryki. W kadrze narodowej grał do 1993 roku.